# عرض عيد الفصح (فلم)
عرض عيد الفصح (بالإنجليزية: Easter Parade) هو فيلم موسيقي تم إنتاجه في الولايات المتحدة وصدر في سنة 1948.

## بطولة
- جودي غارلند
- فريد أستير

### ترشيحات وجوائز
| السنة | الحدث  | الفئة               | النتيجة  |
| ----- | ------ | ------------------- | -------- |
|       | أوسكار | أفضل موسيقى تصويرية | فـــــوز |

## الميزانية والإيرادات
حقق أرباحا تقدر بـ 4.5 مليون دولار (/ Canada rentals) .

## وصلات خارجية
- عرض عيد الفصح على موقع IMDb (الإنجليزية)
- عرض عيد الفصح على موقع الموسوعة البريطانية (الإنجليزية)
- عرض عيد الفصح على موقع روتن توميتوز (الإنجليزية)
- عرض عيد الفصح على موقع نتفليكس (الإنجليزية)
- عرض عيد الفصح على موقع ألو سيني (الفرنسية)
- عرض عيد الفصح على موقع Turner Classic Movies (الإنجليزية)
- عرض عيد الفصح على موقع أول موفي (الإنجليزية)
- عرض عيد الفصح على موقع فيلمافينيتي (الإسبانية)
- عرض عيد الفصح على موقع قاعدة بيانات الأفلام السويدية (السويدية)
- عرض عيد الفصح على موقع قاعدة بيانات الفيلم (الإنجليزية)

1. ↑  وصلة مرجع: http://stopklatka.pl/film/parada-wielkanocna. الوصول: 2 مايو 2016.
2. ↑  وصلة مرجع: http://www.imdb.com/title/tt0040308/. الوصول: 2 مايو 2016.
3. ↑  وصلة مرجع: http://www.allocine.fr/film/fichefilm_gen_cfilm=688.html. الوصول: 2 مايو 2016.